# SoulO
SoulO es el álbum debut cómo artista solitsta de Nick Lachey, después de dejar la boy band 98 Degrees. El álbum fue lanzado en Estados Unidos el 11 de noviembre del 2003.

## Listado de canciones
1. "Shut Up"
2. "Let Go"
3. "This I Swear" (canción temática de la serie en MTV Newlyweds: Nick and Jessica)
4. "Could You Love"
5. "Carry On"
6. "You're the Only Place"
7. "Can't Stop Loving You"
8. "Edge of Eternity"
9. "It's Alright"
10. "I Fall in Love Again"
11. "Open Your Eyes"
12. "On and On"
13. Think I'm Losing You (Bonus Track Japonés)
14. Uh Huh (Yeah yeah) (Bonus Track Japonés)

## Sencillos
- 19 de agosto de 2003: "Shut Up"
- Noviembre del 2003: "This I Swear"

## Listas
El álbum se esperó que sea exitoso, porque el álbum fue lanzado durante el popular programa de televisión de Lachey, Newlyweds: Nick and Jessica. De todas maneras, el álbum debutó en el número 51 en los charts de Billboard 200, vendiendo solo 28 000 copias en la primera semana. El álbum fue considerado una falla comercial, en términos de ventas y en términos de listas, el álbum solo vendió 171 000 copias en Estados Unidos y solo se quedó en Billboard 200 por 11 semanas.
| Año  | Lista              | P>posición |
| ---- | ------------------ | ---------- |
| 2003 | Billboard 200 (US) | #51        |